# 米內拉爾尼巴尼
米內拉爾尼巴尼，是保加利亞的城鎮，位於該國南部，處於羅多彼山脈北面山腳，由哈斯科沃州負責管轄，是米內拉爾尼巴尼市的首府，海拔高度270米，2008年人口1,326。
41°56′N 25°21′E / 41.933°N 25.350°E